# Guillaume Beer
Pour les articles homonymes, voir Beer.
Guillaume (Wilhelm) Beer, né le 4 janvier 1797 à Berlin et mort le 27 mars 1850 dans la même ville, est un astronome et sélénographe prussien.

## Biographie
Fils d'un riche banquier israélite et d'Amalie Beer, il fait les campagnes de 1813 à 1815 et se voue à la gestion des importants établissements commerciaux de son père. Tout en vaquant à ses affaires, il cultive les sciences, surtout l'astronomie et les mathématiques. Il construit, près de Berlin, un observatoire où il travaille en commun avec Johann Heinrich von Mädler.
Beer était aussi membre de la première chambre de Prusse.
Ses frères sont le poète Michel Beer et le compositeur Meyerbeer.

## Distinctions
- Chevalier de l'ordre de Dannebrog
- Chevalier de l'ordre de Vasa

## Œuvres
Il fait paraître en 1830 de savantes Observations  physiologiques sur Mars puis donne en 1836 une considérée Mappa selenographica, qu'il fait suivre en 1837 de la sélénographie générale et comparative (2 vol.).
Le cratère lunaire Beer et son homonyme martien portent son nom, tout comme l'astéroïde (1896) Beer.